# Гильберт (лунный кратер)
Кратер Гильберт (лат. Hilbert), не путать с кратером Гилберт (лат. Gilbert) на видимой стороне Луны, а также с кратером Гилберт на Марсе, — древний большой ударный кратер на обратной стороне Луны. Название присвоено в честь немецкого математика Давида Гильберта (1862—1943) и утверждено Международным астрономическим союзом в 1970 г. Образование кратера относится к нектарскому периоду.

## Описание кратера

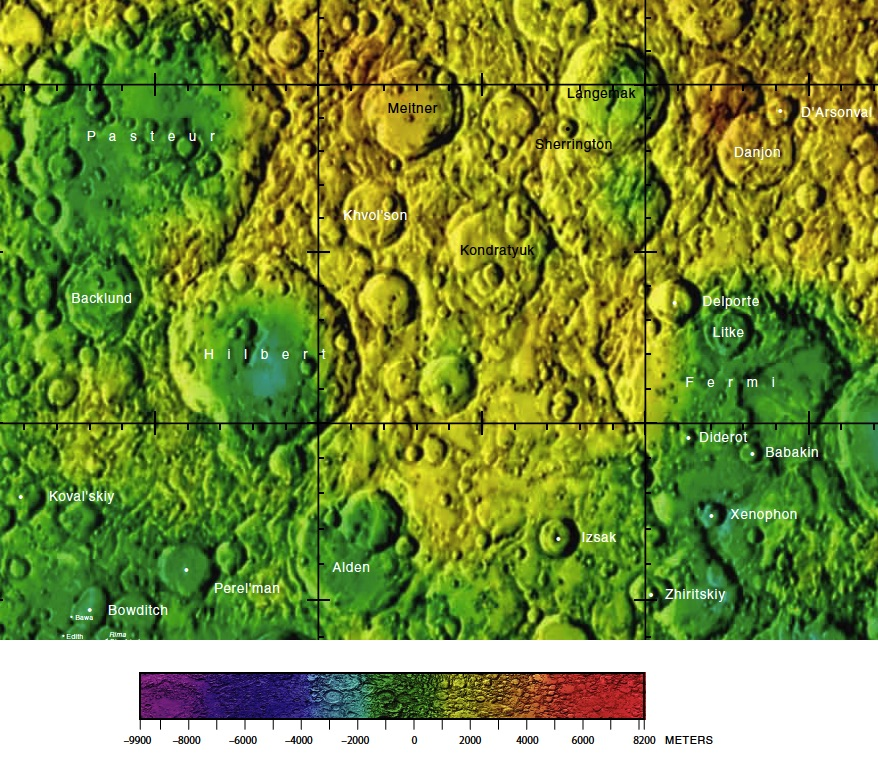
Окрестности кратера Гильберт. Фрагмент карты обратной стороны Луны.

Ближайшими соседями кратера являются кратер Баклунд на западе; огромный кратер Пастер на северо-западе; кратер Хвольсон на северо-востоке; кратер Кондратюк на востоке-северо-востоке; огромный кратер Ферми на востоке; кратер Олден на юге-юго-востоке, кратер Перельман на юге-юго-западе, а также кратер Ковальский на юго-западе. Селенографические координаты центра кратера 17°52′ ю. ш. 108°19′ в. д. / 17,87° ю. ш. 108,32° в. д., диаметр 173 км, глубина 3 км.
За длительное время своего существования кратер значительно разрушен, вал перекрыт множеством кратеров различного размера, особенно разрушена южная часть вала. Средняя высота вала кратера над окружающей местностью 1750 м. Дно чаши кратера сравнительно ровное, испещрено множеством кратеров различного размера. Имеется центральный хребет несколько смещенный к западу от центра чаши. 
Вследствие расположения у лимба обратной стороны Луны кратер при благоприятной либрации доступен для наблюдений с Земли, но при этом имеет сильно искаженную форму.

## Сателлитные кратеры
| Гильберт | Координаты                                              | Диаметр, км |
| -------- | ------------------------------------------------------- | ----------- |
| A        | 16°11′ ю. ш. 109°04′ в. д. / 16,18° ю. ш. 109,06° в. д. | 10,3        |
| E        | 16°35′ ю. ш. 112°17′ в. д. / 16,59° ю. ш. 112,29° в. д. | 48,7        |
| G        | 18°45′ ю. ш. 114°12′ в. д. / 18,75° ю. ш. 114,2° в. д.  | 47,1        |
| H        | 18°26′ ю. ш. 109°52′ в. д. / 18,43° ю. ш. 109,86° в. д. | 14,7        |
| L        | 21°08′ ю. ш. 109°07′ в. д. / 21,14° ю. ш. 109,11° в. д. | 32,6        |
| S        | 18°19′ ю. ш. 106°05′ в. д. / 18,31° ю. ш. 106,09° в. д. | 11,2        |
| W        | 17°19′ ю. ш. 107°54′ в. д. / 17,32° ю. ш. 107,9° в. д.  | 19,3        |
| Y        | 15°51′ ю. ш. 107°47′ в. д. / 15,85° ю. ш. 107,78° в. д. | 24,9        |

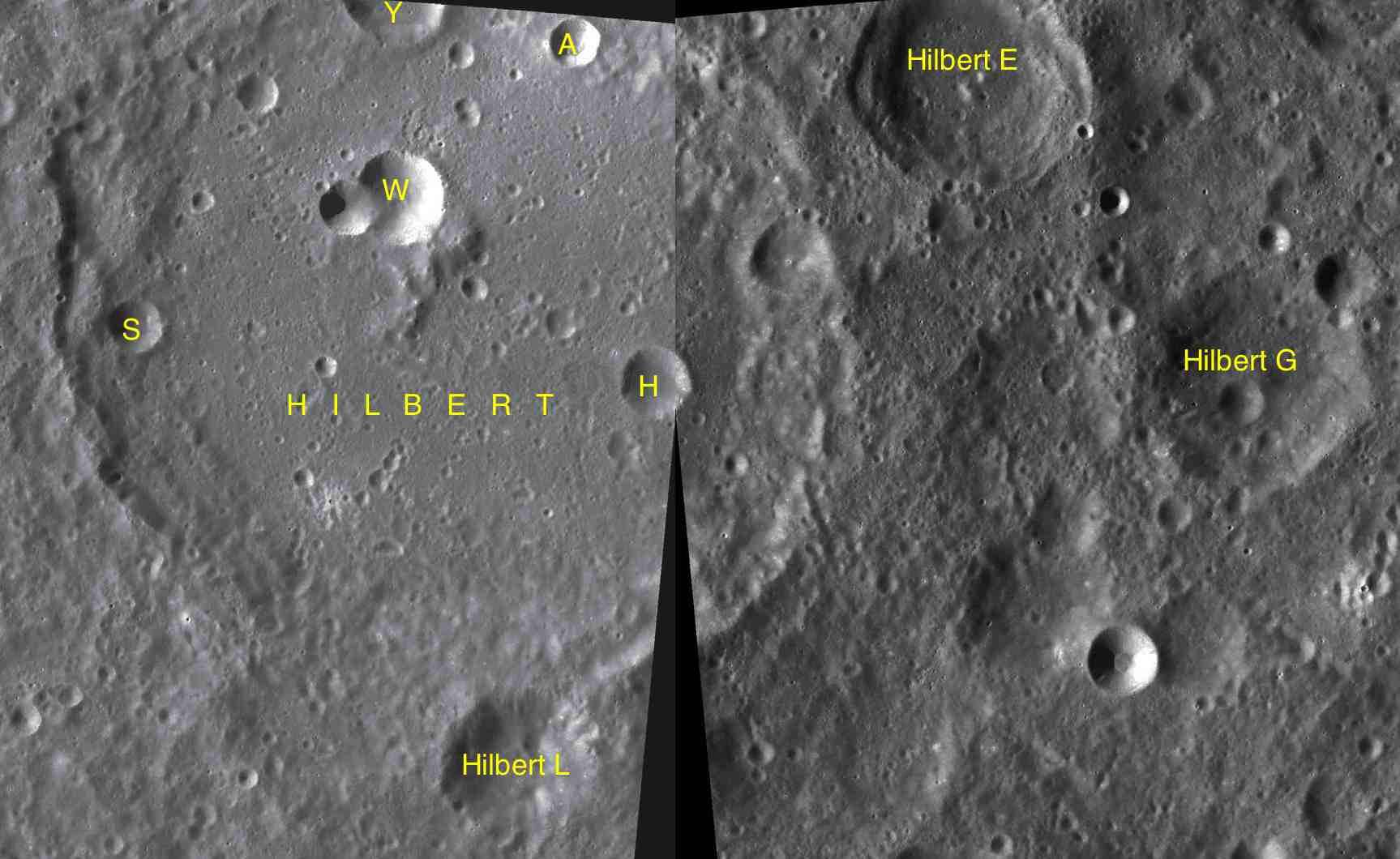
Фрагменты карт LAC-100, LAC-101.

- Образование сателлитного кратера Гильберт E относится к раннеимбрийскому периоду[1].
- Образование сателлитных кратеров Гильберт G и L относится к нектарскому периоду[1].